# Campeonato Mundial de Piragüismo en Eslalon de 1971
El XII Campeonato Mundial de Piragüismo en Eslalon se celebró en Merano (Italia) entre el 19 y el 20 de junio de 1971 bajo la organización de la Federación Internacional de Piragüismo (ICF) y la Federación Italiana de Piragüismo.
Las competiciones se realizaron en el canal de piragüismo en eslalon acondicionado en el río Passirio, al nordeste de la ciudad italiana.

## Medallistas

### Masculino
| Evento         | Oro | Plata | Bronce |
| -------------- | --- | --- | --- |
| K1 individual  | Siegbert Horn RDA 241,40 pts.                                                                            | Christian Döring RDA 251,17 pts.                                                                                       | Ulrich Peters RFA 252,67 pts.                                                                                           |
| C1 individual  | Reinhold Kauder RFA 293,76                                                                               | Wulf Reinicke RDA 305,49                                                                                               | Petr Sodomka Checoslovaquia 313,23                                                                                      |
| C2 individual  | Klaus Trummer Jürgen Kretschmer RDA 268,68                                                               | Rolf-Dieter Amend Walter Hofmann RDA 282,50                                                                            | Uwe Franz Ulrich Opelt RDA 284,76                                                                                       |
| K1 por equipos | Kurt Presslmayr · Norbert Sattler · Hans Schlecht · Austria · 302,83                                     | Jürgen Bremer Siegbert Horn Christian Döring RDA 329,87                                                                | Jürgen Gerlach Alfred Baum Ulrich Peters RFA 337,058                                                                    |
| C1 por equipos | Jürgen Köhler Wulf Reinicke Jochen Förster RDA 410,19                                                    | Wolfgang Peters Harald Cuypers Reinhold Kauder RFA 423,81                                                              | Zbyněk Puleč Karel Třešňák Petr Sodomka Checoslovaquia 500,90                                                           |
| C2 por equipos | RDA Rolf-Dieter Amend / Walter Hofmann Klaus Trummer / Jürgen Kretschmer Uwe Franz / Ulrich Opelt 403,78 | RFA Karl-Heinz Scheffer / Heinz-Jürgen Steinschulte Manfred Heß / Wolfgang Wenzel Hans Jakob Hitz / Theo Nüsing 493,70 | Checoslovaquia Ladislav Měšťan / Zdeněk Měšťan Antonín Brabec / František Kadaňka Milan Horyna / Václav Janoušek 499,06 |

### Femenino
| Evento         | Oro                                                       | Plata                                                 | Bronce                                                                  |
| -------------- | --------------------------------------------------------- | ----------------------------------------------------- | ----------------------------------------------------------------------- |
| K1 individual  | Angelika Bahmann RDA 347,30 pts.                          | Ludmila Polesná Checoslovaquia 367,18 pts.            | Veronika Stampe RDA 370,10 pts.                                         |
| K1 por equipos | Angelika Bahmann Veronika Stampe Dagmar Kirste RDA 520,13 | Ursula Heinrich Ulrike Deppe Bärbel Körner RFA 603,82 | Bohumila Kapplová Ludmila Polesná Irena Komancová Checoslovaquia 736,02 |

### Mixto
| Evento        | Oro                                                    | Plata                                                   | Bronce                                                    |
| ------------- | ------------------------------------------------------ | ------------------------------------------------------- | --------------------------------------------------------- |
| C2 individual | Hana Koudelová Jiří Koudela Checoslovaquia 342,14 pts. | Jitka Legatová Milan Svoboda Checoslovaquia 355,41 pts. | Ludmilla Sirotková Jiří Krejza Checoslovaquia 399,36 pts. |

## Medallero
| Núm. | País           | Oro | Plata | Bronce | Total |
| ---- | -------------- | --- | ----- | ------ | ----- |
| 1    | RDA            | 6   | 4     | 2      | 12    |
| 2    | RFA            | 1   | 3     | 2      | 6     |
| 3    | Checoslovaquia | 1   | 2     | 5      | 8     |
| 4    | Austria        | 1   | 0     | 0      | 1     |
|      | TOTAL          | 9   | 9     | 9      | 27    |